# William Byrd
William Byrd (Lincolnshire, 1539 o 1540 – Stondon Massey, 4 luglio 1623) è stato un compositore e organista inglese.

## Biografia
La recente scoperta di documenti legali colloca la nascita di William Byrd alla fine del 1539 o nei primi mesi del 1540, anziché nel 1542-1543 come si era precedentemente ritenuto. Al pari di molti musicisti promettenti del Rinascimento europeo, Byrd iniziò la propria carriera in giovane età. Quasi sicuramente cantore nella Cappella Reale durante il regno di Maria Tudor (1553-1558)  studiò musica sotto l'insegnamento di Thomas Tallis (1505-1585), che affiancò Byrd ai migliori musicisti dell'epoca e lo accompagnò in viaggi attraverso le isole britanniche, i Paesi Bassi, la Spagna e il Portogallo. Maria Tudor, chiamata poi "la Sanguinaria" dalla propaganda protestante, trascorse il suo breve regno reagendo agli eccessi dell'austerità protestante sviluppatosi sotto il suo predecessore Edoardo VI d'Inghilterra.
La regina Maria amava la musica sacra in latino. In questo ambito Byrd, che era cattolico, fu prospero, esuberante e creativo, componendo parecchi mottetti su testo latino durante tutto l'arco della sua vita. Nel 1605 e nel 1607 pubblicò in due volumi i Gradualia, una raccolta di mottetti per il Proprium delle festività dell'anno liturgico, che per questo aspetto possiamo accostare al 'Choralis Constantinus' del compositore continentale Heinrich Isaac, una raccolta di mottetti scritti nel primo ventennio del Cinquecento.
Quando Byrd aveva diciott'anni Maria Tudor morì e le succedette Elisabetta I d'Inghilterra. Questo repentino cambiamento avrebbe potuto farlo uscire dalla corte inglese, sennonché pochi anni dopo Byrd fu nominato organista e maestro del coro della Cattedrale di Lincoln. Elisabetta apprezzava la musica di Tallis e di Byrd. Nel 1575 Byrd pubblicò con Tallis le Cantiones sacrae, dunque una raccolta di mottetti dell'allievo e del maestro. 
Byrd visse in un periodo difficile per i cattolici in Inghilterra, ma, nonostante le restrizioni (nel periodo elisabettiano il culto cattolico era punito con ammende, punizioni corporali e la morte), applicando la prudenza, poté pubblicare i suoi mottetti su testo latino per la liturgia cattolica, anche grazie al suo grande prestigio come compositore.
Alla fine del Cinquecento scrisse anche tre Messe, a tre, quattro e cinque voci, che sono oggi tra le sue composizioni più eseguite. Compose pure musica per la liturgia anglicana e musica di ispirazione sacra su testo inglese, anche con l'accompagnamento di viole. William Byrd è stato anche un importante compositore di musica per clavicembalo e organo: è uno degli autori del Fitzwilliam Virginal Book. Ha composto, infine, Fantasie e alcuni In nomine per complesso di viole.